# Southern Air (album)
Pour la compagnie aérienne, voir Southern Air (compagnie aérienne).
Albums de Yellowcard
When You're Through Thinking, Say Yes
(2011)
Singles
1. Always Summer
2. Here I Am Alive

Southern Air est le huitième album studio du groupe américain Yellowcard.

## Liste des titres
1. Awakening
2. Surface Of The Sun
3. Always Summer
4. Here I Am Alive
5. Sleep In The Snow
6. A Vicious Kind
7. Telescope
8. Rivertown Blues
9. Ten
10. Southern Air

## Membres
- Ryan Key – frontman, guitare rythmique, piano
- Ryan Mendez - guitare, choriste
- Sean O'Donnell – basse, choriste
- Sean Mackin – violon, choriste
- Longineu W. Parsons III – batterie, percussions